# Comuna Juravka, Horodîșce
Juravka (în ucraineană Журавка) este o comună în raionul Horodîșce, regiunea Cerkasî, Ucraina, formată din satele Juravka (reședința) și Tîhi Verbî.

## Demografie
Componența lingvistică a comunei Juravka
     Ucraineană (98,06%)
     Rusă (1,55%)
     Alte limbi (0,26%)
Conform recensământului din 2001, majoritatea populației comunei Juravka era vorbitoare de ucraineană (98,06%), existând în minoritate și vorbitori de rusă (1,55%).